# MySQL Workbench
MySQL Workbench ist ein Datenbank-Modellierungswerkzeug, das Datenbankdesign, Modellierung, Erstellung und Bearbeitung (Instandhaltung) von MySQL-Datenbanken in eine Umgebung integriert. Es ist der Nachfolger des inzwischen eingestellten DBDesigner 4 von FabForce,
Workbench kann die XML-Modelle von DBDesigner importieren und sollte auf jedem X-Window System sowie unter MS Windows laufen.
Die erste Beta-Version war ab dem 19. November 2007 verfügbar. Die Versionsnummer der aktuellen Versionen ist lediglich angepasst an die aktuelle Beta-Versionsnummer von MySQL selbst.
MySQL Workbench wird sowohl als „Community Edition“ unter der GPL als auch mit zusätzlicher Funktionalität als „Standard Edition“ kommerziell in Form eines Jahresabos angeboten.